# ПМ-130
Плавучая мастерская — 130 или ПМ-130 — третья плавмастерская (заводской № 610) построенная по проекту 725 на Черноморском судостроительном заводе № 444 имени И. Носенко в Николаеве.

## История
21 октября 1962 года поднят Военно-морской флаг. 1 сентября 1963 года под командованием капитана 3-го ранга В. К. Драгунова и начальника мастерской капитана 2-го ранга Р. Г. Лихтмана вошла в состав Йоканьгской военно-морской базы Северного флота. С 1964 года плавучая мастерская приступила к решению задач по ремонту подлодок (ПЛ).
После ввода в строй ПМ-130 выполняла плановые задания и успешно производила текущий, навигационный и межпоходовый ремонт сначала дизельных, а затем и атомных подводных лодок.
В 1968 году была награждена грамотой командующего флотом за лучшую организацию изобретательской и рационализаторской работы на флоте.
В 1969 году мастерской присуждено 1-е место с вручением переходящего Красного знамени Военного совета флота по итогам соцсоревнования среди судоремонтных мастерских. Комсомольская организация корабля награждена дипломом Центрального штаба Всесоюзного похода комсомольцев и молодёжи по местам революционной, боевой и трудовой славы советского народа.
В 1970 году мастерская участвовала в широкомасштабных маневрах «Океан-70». Приказом командующего флотом присвоено звание «Отличный корабль» с нанесением на рубке соответствующего знака, а также Постановлением ЦК КПСС, Президиума Верховного Совета и Совета Министров Союза ССР № 238-74, от 7 апреля 1970 года, ПМ-130 награждена Ленинской юбилейной почётной грамотой «За высокие показатели в боевой и политической подготовке, достигнутые в честь 100-летия со дня рождения В. И. Ленина».
В 1971 году, впервые в ВМФ ВС Союза ССР, освоено производство межпоходовых ремонтов атомных подводных лодок в пунктах рассредоточенного базирования.
В 1972 году ПМ-130 занесена в Книгу почёта Северного флота, награждена грамотой и переходящим вымпелом «За успехи в соцсоревновании».
1 октября 1976 года ПМ-130 переформирована в плавучий судоремонтный завод с назначением нового номера ПРЗ-165.
В 1997 году корпус ПРЗ-165 дал течь, и завод лёг на левый борт.